# Krnov
Krnov là một thị trấn thuộc huyện Bruntál, vùng Moravskoslezský, Cộng hòa Séc.